# Johannes Gibbus
(Flavius) Johannes Gibbus (lateinisch Iohannes Gibbus, altgriechisch Ἰωάννης ὁ Κυρτός, deutsch Johannes der Bucklige) war ein oströmischer Heermeister (magister militum) zum Ende des 5. Jahrhunderts.
Johannes stammte aus Selymbria. Als magister militum praesentalis war er gemeinsam mit Johannes Skytha Befehlshaber der Truppen des Kaisers Anastasios I. im Isaurischen Krieg (492–498). Er war einer der Oberbefehlshaber in der Schlacht von Kotyaion im Jahr 492. Im Jahr 493 entsetzte er das Heer des Diogenianus in der Nähe von Klaudiopolis, und sie fügten den Isauriern eine vernichtende Niederlage zu. Während des Krieges soll er Justin (den späteren Kaiser) zum Tode verurteilt, ihn jedoch aufgrund eines Traums begnadigt haben. Im Jahr 498 nahm er die letzten überlebenden Anführer der Isaurier, Longinus und Indes, gefangen und schickte sie zur Bestrafung an Anastasius. Wie Johannes Skytha wurde er von Anastasius für seine Führung im Krieg hoch geehrt und erhielt das Konsulat im Jahr 499.